# Calliopsis fracta
Calliopsis fracta is een vliesvleugelig insect uit de familie Andrenidae. De wetenschappelijke naam van de soort is voor het eerst geldig gepubliceerd in 1952 door Rozen.